# Colletes dubitatus
Colletes dubitatus är en biart som beskrevs av Noskiewicz 1936. Colletes dubitatus ingår i släktet sidenbin, och familjen korttungebin. Inga underarter finns listade i Catalogue of Life.